# محمد حسين شهريار
سيد محمد حسين بهجت تبريزي (بالفارسیة: سید محمدحسین بهجت تبریزی) (1324 - 1409 هـ / 1906 - 1988 م) المعروف بشهريار(وقبله ببهجت)، هو شاعر من أهالي محافظة أذربيجان الشرقية، في إيران.

## الميلاد
ولد شهريار عام 1906مـ في مدينة تبريز بمحافظة أذربيجان الشرقية الإيرانية.

## آثاره
من أعماله الشعرية: روح پروانه أي روح الفراشة ومنظومه باللغة التركية تحت اسم حيدر بابايَه سلام – أي ألسَّلام علي حيدر بابا (اسم جبل في آذربيجان).

## الوفاة
وفي آخر أيام حياته وبسبب مرض أصابه، أُدخل محمد حسين شهريار، في مستشفى مهر في طهران وأخيرا توفي في 18 سبتمبر 1988مـ في طهران وانتقل جثمانه بناءا على وصيته إلى مسقط رأسه تبريز، ودُفن في مقبرة الشعراء بهذه المدينة.